# David inorridito davanti alle armi di Saul
David inorridito davanti alle armi di Saul è un dipinto del pittore veronese Sebastiano Ricci, realizzato con la tecnica della pittura a olio su tela, conservato nel Museo di Castelvecchio a Verona.